# Berevo-Ranobe
Berevo-Ranobe est une commune urbaine malgache située dans la partie ouest de la région de Melaky.